# 항공기 타이어

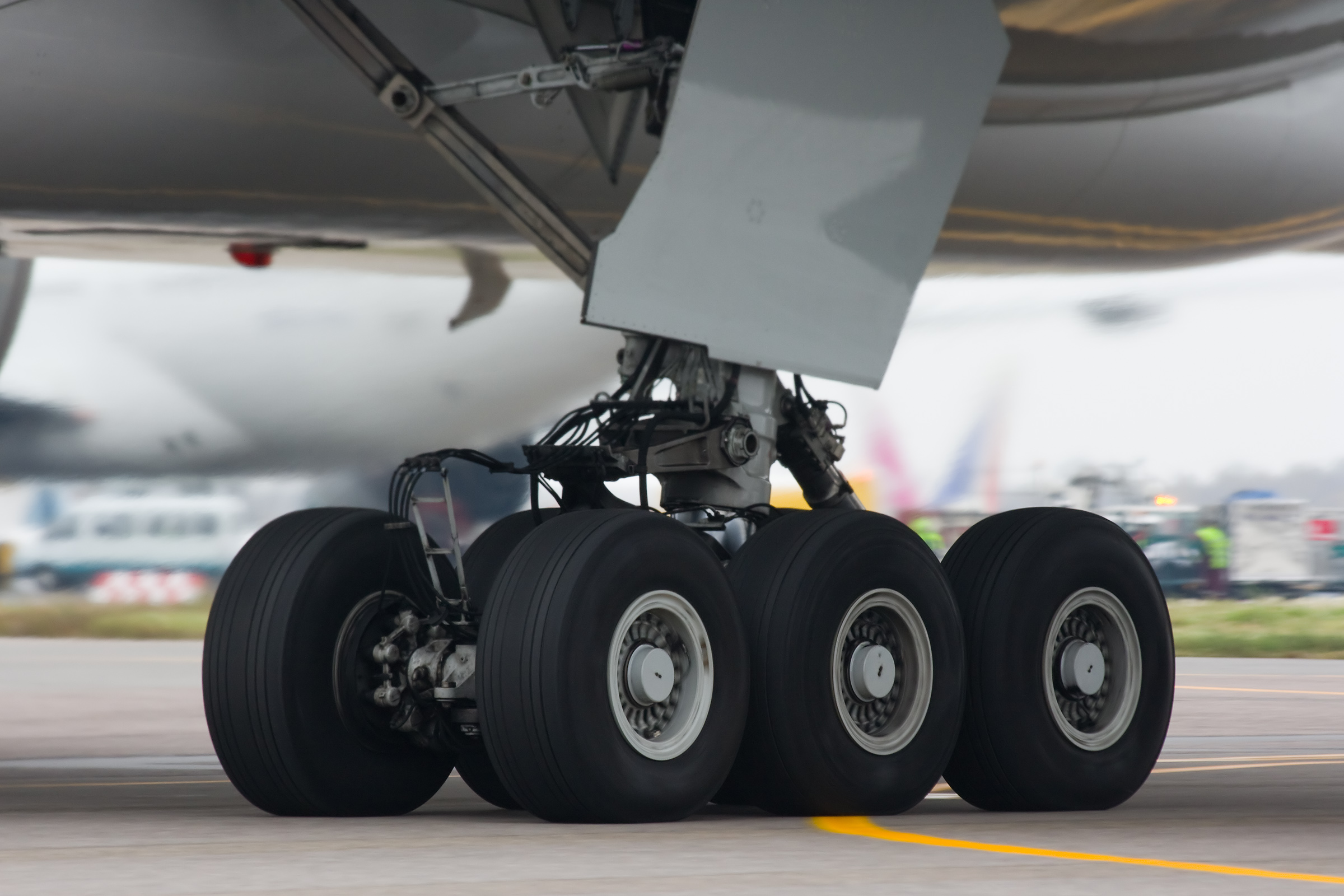
보잉 777의 대차 바퀴에 달린 타이어

항공기 타이어(aircraft tire) 또는 타이어(tyre)는 짧은 시간 동안 극도로 무거운 하중을 견디도록 설계되었다. 항공기의 무게를 보다 균등하게 분산시켜야 하기 때문에 항공기에 필요한 타이어 수는 항공기의 무게에 따라 증가한다. 항공기 타이어 트레드 패턴은 측풍이 심한 조건에서 안정성을 촉진하고, 물을 멀리 흐르게 하여 수막현상을 방지하고, 제동 효과를 주기 위해 설계되었다.
항공기 타이어에는 특정 온도에서 녹도록 설계된 가용성 플러그(바퀴 내부에 조립됨)도 포함되어 있다. 이륙이 중단되거나 비상 착륙하는 동안 최대 제동이 적용되면 타이어가 과열되는 경우가 많다. 퓨즈는 제어된 방식으로 공기를 빼서 타이어 폭발을 방지하는 보다 안전한 고장 모드를 제공하므로 주변 환경의 항공기와 물체에 대한 손상을 최소화한다.